# Nodozaur
Nodozaur (Nodosaurus) – rodzaj ankylozaura z rodziny nodozaurów (Nodosauridae). 

## Nazwa
Nazwę rodzajową Nodosaurus można tłumaczyć jako „jaszczur z guzami” lub „guzowaty jaszczur”. Nazwa wiąże się z pancerzem, który chronił wierzchnią część ciała nodozaura.

## Pożywienie
Głównie paprocie, sagowce, a także inne nisko rosnące rośliny.

## Wielkość
Nodozaur mierzył około 5 m długości i ważył około 680 kg.

## Występowanie
Żył w późnej kredzie na terenie dzisiejszych Stanów Zjednoczonych (Wyoming i Kansas).

## Odkrycie
Skamieniałe szczątki nodozaura zostały nazwane w 1889 przez Othniela Charlesa Marsha.

## Zachowanie
Zaatakowany prawdopodobnie nie uciekał przed drapieżnikiem próbującym go pożreć, ale przywierał mocno do ziemi, odwracając się w stronę teropoda swym twardym kostnym pancerzem, który doskonale go chronił. Mięsożerca w żaden sposób nie mógł upolować i zjeść nodozaura, chyba że zdołałby przewrócić go na grzbiet, odsłaniając nieopancerzone podbrzusze.